# 松下Lumix DC-S1
松下Lumix DC-S1是松下推出的全画幅无反光镜可换镜头相机，使用徕卡L卡口，该型号是松下Lumix系列首款全画幅微单相机，主要面向专业级高端用户群体。
2018年9月25日，徕卡、松下、适马在德国科隆世界影像博览会宣布成立L卡口联盟，随后松下公布了正在开发的S1/S1R两款L卡口全画幅微单相机。2019年2月1日，松下正式发布S1/S1R以及三款Lumix S系列镜头，S1机身售价为2499美元，搭配24-105mm F4镜头的套机售价为3399美元。

## 技术规格
- 2420万像素全画幅CMOS传感器
- 9600万像素高分辨率模式
- 5轴机身防抖，搭配光学防抖镜头最高支持6.5档防抖
- 最高每秒9张连拍
- 最高支持全画幅4K/30p或APS-C画幅4K/60p规格的视频拍摄，支持1080p/180fps的慢动作视频
- 支持HLG拍摄模式
- 576万像素OLED电子取景器
- 3.2英寸210万像素三向翻转TFT LCD触摸屏
- 支持蓝牙和Wi-Fi无线连接
- 镁铝合金机身，防尘防溅设计

松下于2019年7月发布付费升级软件密钥DMW-SFU2，通过该升级可获得14+档V-Log拍摄能力、4:2:2 10-bit 4K/30p MOV机内录制以及4:2:2 10-bit 4K/60p机外录制等功能。

## 评价
相机评测网站DPReview给出了88%的综合评分，该网站认为松下S1是同级产品中功能最强大、画质最好的照片/视频相机之一，但是反差对焦系统表现不如竞品可靠，且体积和重量较大。